# 小行星6705
小行星6705（6705 Rinaketty）是一颗围绕太阳公转的小行星。1988年9月2日，亨利·德波鸿诺在拉西拉天文台发现了此天体。
这颗小行星的绝对星等为85.18948等。